# Stortjärnen (Anundsjö socken, Ångermanland, 704174-161839)
Stortjärnen är en sjö i Örnsköldsviks kommun i Ångermanland och ingår i Moälvens huvudavrinningsområde. Sjöns area är 0,016 kvadratkilometer och den befinner sig 250 meter över havet.